# Scintharista rosacea
Scintharista rosacea är en insektsart som först beskrevs av Kirby, W.F. 1902.  Scintharista rosacea ingår i släktet Scintharista och familjen gräshoppor. Inga underarter finns listade i Catalogue of Life.